# Зайцеголовые иглобрюхи
Зайцеголовые иглобрюхи (лат. Lagocephalus) — род морских пелагических лучепёрых рыб из семейства иглобрюхих.
Род встречается от тропических до умеренных вод всех океанов. Длина тела от 18 до 110 см.
Брюшных плавников нет, грудные хорошо развиты и позволяют двигаться как вперёд, так и назад. Голова большая и толстая, рот маленький. Сросшиеся челюсти образуют пластинки, похожие на 4 зуба. Кожа голая или с мелкими колючими шипиками на голове, спине и брюхе. Могут раздувать брюхо при опасности. Хвостовой плавник вогнут или усечён. На хвостовом стебле есть кожный гребень. Боковую линию трудно разглядеть невооруженным глазом.

## Классификация
В состав рода включают 11 видов:
- Lagocephalus guentheri A. Miranda-Ribeiro, 1915
- Lagocephalus inermis (Temminck & Schlegel, 1850)
- Lagocephalus laevigatus (Linnaeus, 1766) — Зайцеголовый иглобрюх-тамбор, или скалозуб, или рыба-шар[1]
- Lagocephalus lagocephalus (Linnaeus, 1758) — Обыкновенный зайцеголовый иглобрюх, или пузыристый четырёхзуб[1]
- Lagocephalus lunaris (Bloch & J. G. Schneider, 1801)
- Lagocephalus sceleratus (J. F. Gmelin, 1789) — Серебристый иглобрюх
- Lagocephalus spadiceus (J. Richardson, 1845) — Восточносредиземноморский зайцеголовый иглобрюх[1]
- Lagocephalus suezensis E. Clark & Gohar, 1953